# Miyavi
Isihara Takamasza (石原 貴雅; Hepburn: Ishihara Takamasa; Konohana-ku, Oszaka, Japán, 1981. szeptember 14.), ismert művésznevén Miyavi (雅-MIYAVI-; korábbi írásmóddal 雅-miyavi-; magyaros átírással Mijabi) az egyik legismertebb japán rockzenész, visual kei előadó és gitáros. Rajongói a „szamurájgitáros” becenevet ragasztották rá, amit a média is átvett. 1999-től 2002-ig a Dué le Quartz gitárosa volt, majd a S.K.I.N projektben vett részt japán rocklegendák társaságában.
Szólókarrierje is sikeres: 2024 áprilisával bezárólag 16 önálló nagylemeze jelent meg és számos világ körüli turnét tartott, Budapesten is többször fellépett. Gitárosként jellegzetes „finger-slapping” stílusáról ismert. 2015-ig több mint 250 koncertet adott mintegy 30 országban.
2009-ben feleségül vette barátnőjét, az énekesnő Melodyt; három gyermekükkel Los Angelesben élnek. 2014-ben Miyavi Angelina Jolie Rendíthetetlen című filmjében kapott szerepet, majd a Kong: Koponya-sziget című amerikai filmben is szerepelt.
Az énekes 2013 óta önkéntese Az ENSZ Menekültügyi Főbiztosságának, rendszeresen látogat menekülttáborokat világszerte. 2017-ben hivatalosan is jószolgálati nagykövete lett a szervezetnek.

## Fiatalkora
Miyavi Konohana-kuban született japán anyától és koreai apától. Édesapja koreai vezetékneve I (李), a család Csedzsu-szigetről származik. Fiatalon elköltözött Kavanisibe, nem messze Oszakától. Saját elmondása szerint gyerekként jó tanuló volt és szeretett focizni. A japán labdarúgó-bajnokság első osztályában szereplő Cerezo Oszaka klub ificsapatában játszott. Az egyik meccsen eltörte a lábát, amit követően feladta a profi labdarúgást, elkanászodott, verekedésekbe keveredett. Barátaival népszerűvé akartak válni, ezért úgy döntöttek, együttest alapítanak, így került kezébe gitár, először csak unaloműzésként. 15 évesen vette meg első gitárját (eredetileg basszusgitárt szeretett volna venni) és egy multi-effektort a saját pénzéből, majd Ray Charles-dalokat kezdett el játszani. Kedvenc előadói közé tartozott többek között az X Japan, a Luna Sea, a Metallica, az L.A. Guns és a Nine Inch Nails. A középiskolában játszott először együttesben, melyet Loopnak hívtak.

## Pályafutása

### Dué le Quartz és az indie-korszak

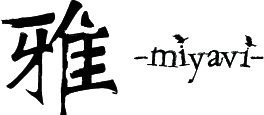
Miyavi művésznevének logója

1999-ben, 17 éves korában Tokióba költözött, miután legjobb barátja meghalt, nem tudott Oszakában maradni. Tokióban egy ideig az utcán élt, éjjelente indie klubokat látogatott, zenészekkel barátkozott. Itt ismerkedett meg a Dué le Quartz visual kei együttes tagjaival, és lépett be a zenekarba Miyabi néven. Nem csak gitáros volt, de dalszerző, szövegíró is és a hangszerelést is maga végezte. A zenekar 2002-es feloszlása után szólóban folytatta tovább a PS Company kiadónál. Immár Miyavi néven kiadta első lemezét Gagaku (雅楽) címmel. Három kislemez jelent meg róla, a Sindemo Boogie-Woogie (死んでも Boogie-Woogie), a Pop is Dead és a Jingle Bell (ジングルベル), de csak a harmadik került fel az Oricon eladási listájának első negyvenedik helyezettje közé. Ezt követően kisebb szerepet játszott a Rjóma no cuma to szono otto to aidzsin (竜馬の妻とその夫と愛人) című filmben, a Dué le Quartz énekesével, Sakitóval közösen.
2003. április 23-án tartotta első szólókoncertjét a Sibuja Kókaidó színházban. Három kislemeze jelent meg ekkor, a Dzsibun kakumei (自分革命), a Tariraritarara (タリラリタララ) és a Coo quack cluck (ku ku ru) (Coo quack cluck -ク・ク・ル-), melyek az Oricon listáján a negyvenedik, harmincadik, illetve negyvenkettedik helyet szerezték meg.
2003. december 2-án jelent meg a Garjú (雅流) című lemeze, melynek első maxija első helyet ért el az Oricon független kiadós lemezek eladási listáján, a lemez maga 44. helyezett volt.

### Pop- és akusztikus korszak
A MYV Popson inkább dalszerzőként vagyok jelen, míg a Mijabiuta: Dokuszón inkább előadóként. A MYV Popson a népszerűség fogalmát akartam kifejezni. A saját módszeremmel akartam felfedezni a popzenét. A Mijabiuta: Dokuszó esetében igazodni akartam a dalok minőségéhez és elmerülni az előadásmódban, csak akusztikus gitáron játszani.

Miyavi az önéletrajzi ihletésű Oreszama című filmben.

2004-ben szerepelt az Oreszama című filmben, amiben önmagát alakította. Februárban első szólóturnéjára indult, amelyet júliusban dél-koreai és tajvani állomással egészítettek ki. Miyavi az Egyesült Államokban is fellépett volna, a tervezett megjelenések között szerepelt például a Pacific Media Expo és az Anime Central, de technikai okok miatt kénytelen volt lemondani a turnét. Júniusban Asita, genki ni naare (あしタ、元気ニなぁレ) címmel jelent meg kislemeze, mely a 22. helyet érte el az Oricon kislemezlistán, és első helyet az független kiadós listán. Augusztusban egy ingyenes, kisebb, csak a rajongói klub tagjai számára elérhető koncertet tartott a Tokyo Dome-ban, amit utolsó független kiadós koncertje követett a Nippon Budókanban. 2004 októberében szerződést kötött a Universal Music Grouppal, így megjelentethette első nagykiadós kislemezét, a Rock no gjakusú (Superstar no dzsóken)-t (ロックの逆襲–スーパースターの条件), mely bekerült az Oricon eladási listájának tíz legjobb helyezettje közé.
2005 májusában Freedom Fighters (Ice Cream o motta hadasi no megami to, kikandzsú o motta hadaka no ószama) (Freedom Fighters -アイスクリーム持った裸足の女神と、機関銃持った裸の王様-) című kislemeze tizedik helyezést ért el. Első nagykiadós albuma, a Miyavizm júniusban került a polcokra. Ez az első albuma, ami bekerült a top 10-be. Ezt újabb kislemez követte, a Kekkon siki no uta/Are you ready to Rock? (結婚式の唄/Are you ready to Rock?), mely a hatodik helyezést érte el a kislemezlistán. Decemberben részt vett a PS Company által szervezett Peace & Smile Carnivalon.
2005 végén zenei stílusában jelentős változás következett be, „poposabb” irányt kezdett követni második és harmadik albumán, a MYV Popson és a Mijabiuta: Dokuszón (雅-みやびうた-歌～独奏～). A két album a 15. és a 25. helyen végzett. A Señor Señora Señorita/Gigpig Boogie kislemez 10. helyet, a Kimi ni negai vo (君に願いを) 26. helyet ért el.
Az új akusztikus stílusában először a 25 Súnen kinen kóen Tokió geidzsucu gekidzsó 5 Days: Dokuszó koncertsorozatán játszott, amelyet a Tokió geidzsucu gekidzsóban tartottak öt napon keresztül, 2006 szeptemberében, Miyavi 25. születésnapjának idején.
A következő hat hónapot Amerikában töltötte. Egy 2009-es interjúban felfedte, hogy angoltanulás céljából utazott az Egyesült Államokba, nyelviskolába járt, a hétvégéket pedig a barátaival, utcai zenéléssel töltötte.

### A S.K.I.N. és világ körüli turné

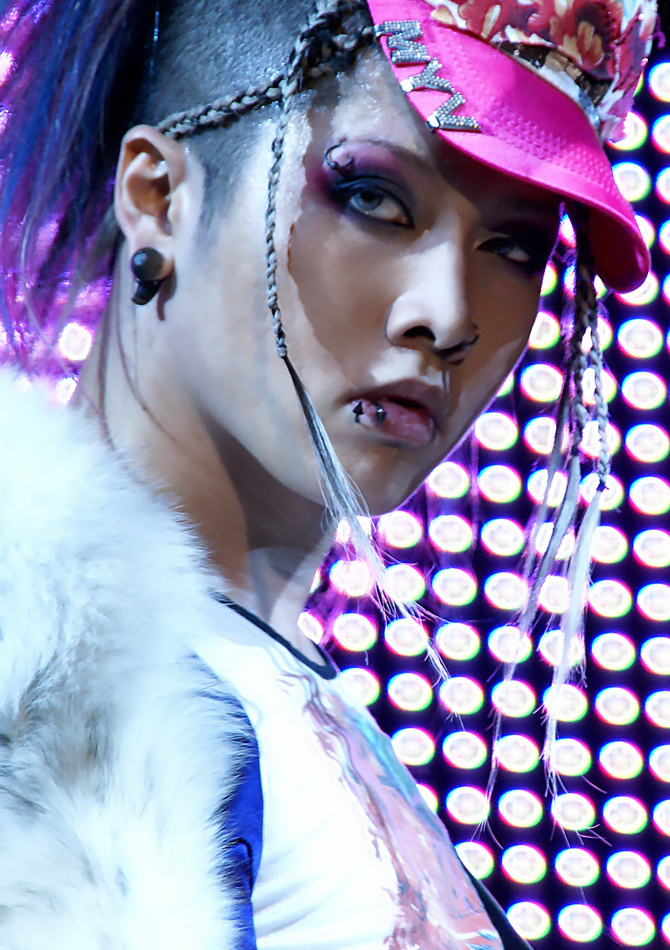
Miyavi 2008-ban São Paulóban

2007. február 17-én egy breaktáncos, Mr. Freeze meghívására a Las Vegas-i MGM Grandban lépett fel, ez volt az első szólókoncertje az Egyesült Államokban.
2007. május 25-én a Los Angeles-i JRock Revolution koncerten hivatalosan bejelentették, hogy a gitáros csatlakozik a Yoshiki, Gackt és Sugizo által létrehozott S.K.I.N projekthez. Az együttes első és egyben utolsó élő fellépése Kaliforniában volt 2007. június 29-én az Anime Expón.
Szakihokoru hana no jó ni (Neo Visualizm)/Kabuki dansi (咲き誇る華の様に/歌舞伎男子) című kislemeze június 20-án látott napvilágot és a 12. helyen debütált az Oricon slágerlistáján, melyet egy hat hetes, 16 állomásos japán turné követett The Beginning of Neo Visualizm Tour címmel, melynek keretében Németországban is fellépett az Animagicen, valamint Szöulban is. 2007 júliusában jelent meg első remixalbuma, a 7 Samurai Sessions: We’re Kavki Boiz; 44. helyet ért el vele az Oriconon.

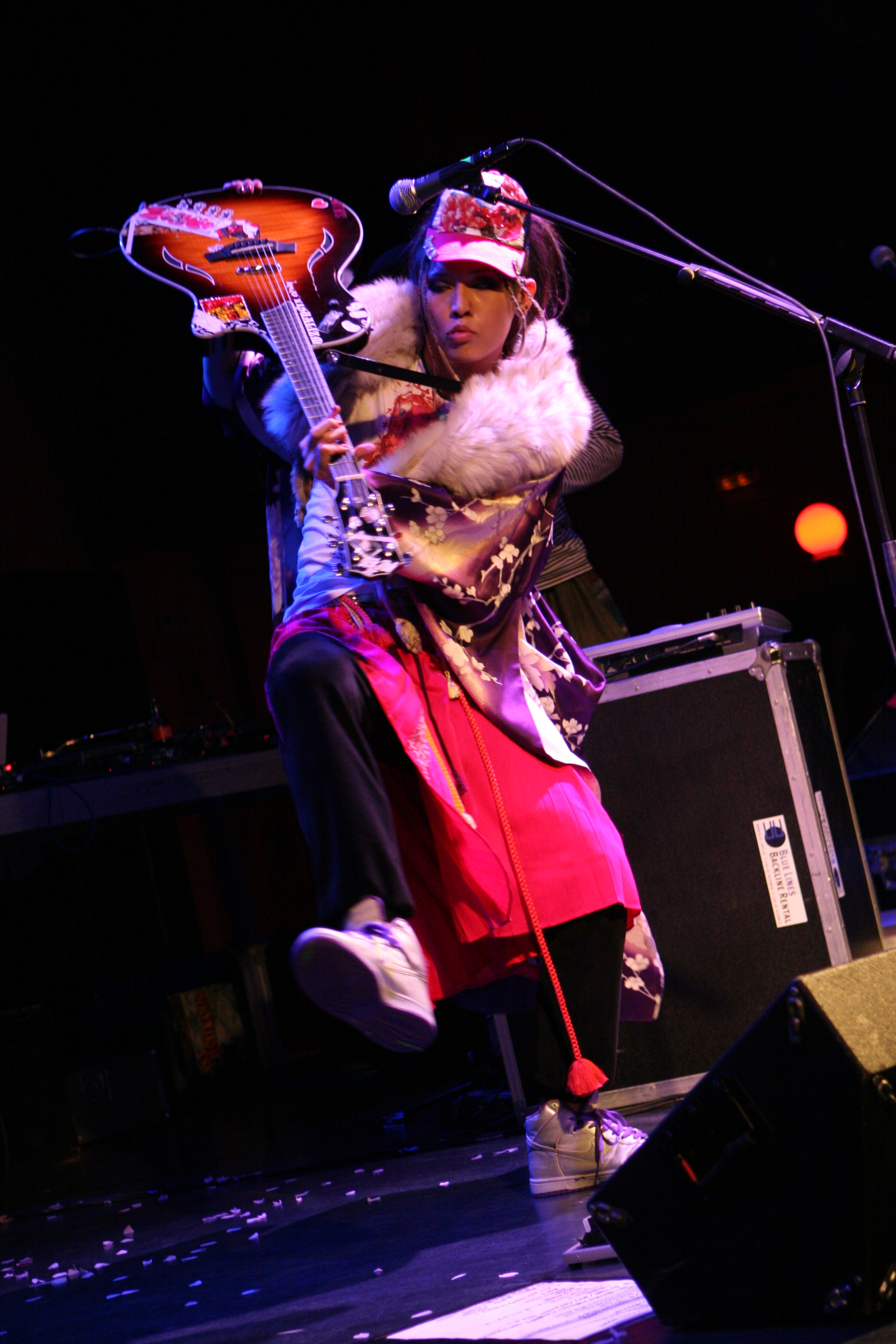
Miyavi 2008-ban Barcelonában

2007. november 14-én Szubarasikikana, kono szekai (素晴らしきかな、この世界) címmel újabb kislemeze jelent meg, mely 13. helyezett lett az Oricon listáján.
2008. január 16-án jelent meg kilencedik kislemeze, Hi no hikari szae todokanai konobaso de (陽の光さえ届かないこの場所で) címmel, Sugizo közreműködésével. Ez lett a harmadik olyan kislemeze, melynek sikerült a tízes listára felkerülnie.
2008 márciusában jelent meg a This Iz the Japanese Kabuki Rock című albuma, mely az Oricon listáján a 25. helyen debütált. A lemezt egy 14 országot és 33 várost érintő világ körüli turné követett. Miyavi fellépett az Egyesült Államokban, Chilében, Brazíliában, Németországban, Angliában, Hollandiában, Spanyolországban, Finnországban, Svédországban, Franciaországban, Tajvanon, Kínában, Dél-Koreában és Japánban. Japán előadó korábban nem turnézott még ekkora sikerrel világszerte, a koncertek közül több telt házas volt. Június 27-én válogatáslemeze jelent meg Azn Pride: This Iz the Japanese Kabuki Rock címmel, mely először Tajvanon és Dél-Koreában jelent meg, majd augusztusban Japánban is, ahol 44. lett a listán. Szeptemberben Miyavi Pekingben lépett fel, majd december 24-én megjelent Room No. 382 című remixalbuma.

### 2009–2011: Saját cég alapítása

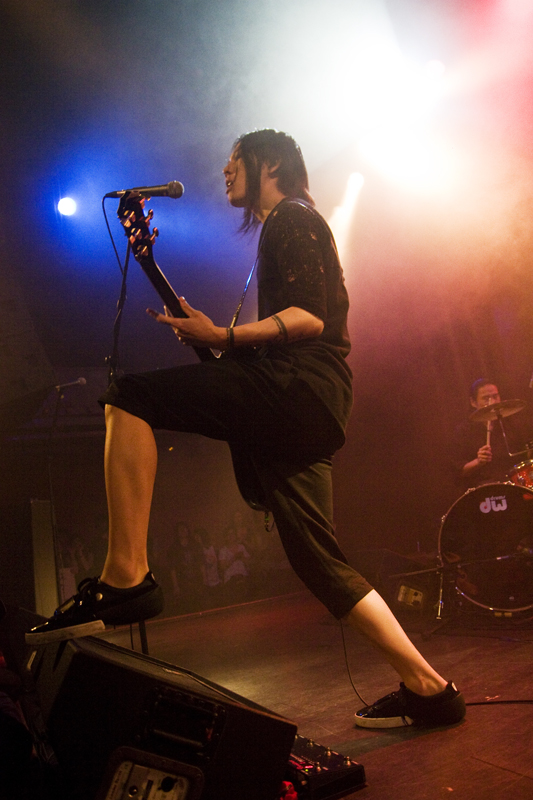
Miyavi 2011-ben Barcelonában

Miyavi fellépett a PS Company 10. évfordulójára rendezett koncerten 2009. január 3-án a Nippon Budókan csarnokban. A nagyszabású koncertre 13 000 jegyet adtak el. 2009 februárjában bejelentette, hogy megválik kiadójától, a PS Companytől. 2009 áprilisában saját kiadót alapított J-Glam néven. Április 22-én megjelent Victory Road to the King of Neo Visual Rock című válogatáslemeze, majd június 1-jén a hivatalos Myspace-oldalán jelentette meg Super Hero című dalát. Szeptemberben megnyílt a hivatalos nemzetközi rajongó klubja.
2009 márciusában bejelentette, hogy újabb világ körüli turnéra indul. A Neo Tokyo Samurai Black 2009/2010 turné szeptember 19-én indult Moszkvában, melynek keretében 17 koncertet adott Európában, és először lépett fel Ausztriában, Magyarországon és Olaszországban. A magyarországi koncertet a Petőfi Csarnokban tartották. Az európai állomásokat dél-amerikai fellépések követték, Brazíliában, Argentínában, Chilében és Mexikóban. Az amerikai turnét betegség és sérülés következtében le kellett mondania, novemberben csak az Anime Matsuri conon lépett fel Texasban. Decemberben szerződést írt alá az EMI Music Japannel.
2010. március 10-én az EMI digitális kislemezként kiadta a Survive című dalt iTunes Store-on. Március 28-tól az énekes Japánban turnézott, majd nyáron az Egyesült Államokban és Kanadában lépett fel, októberben pedig először koncertezett Ausztráliában. Szeptember 15-én megjelent Torture című kislemeze, melyet októberben What’s My Name? című albuma követett. A lemez a 26. helyezést érte el az Oriconon. November 6-án az EMI Rocks 50. évfordulós nagyszabású koncerten lépett fel a Szaitama Super Arenában.
2011 márciusában What's My Name? turnéja keretében számos városban fellépett Európában. Ezt japán turné követte, szeptemberben pedig Kínában, a Mount Taishan Mao Rock Festivalon játszott. Májusban Live in London 2011 címmel koncertlemeze jelent meg, a felvételeket a márciusi londoni koncerten készítették. Október 5-én a Krevával közösen felvett Strong című kislemez jelent meg, melyet követően Észak-Amerikában koncertezett. A chilei Maquinaria fesztivált követően dél-amerikai helyszíneken koncertezett.

### 2012–2014:Miyaviés aRendíthetetlen

Miyavi 2012-ben, az oroszországi Kubana fesztiválon

2012 februárjában Miyavi újra részt vett az EMI Rocks szuperkoncerten a Szaitama Arénában. Június 29-én fellépett a franciaországi Hélette-ben tartott EHZ fesztiválon, június 30-án pedig a Main Square Festivalon Arrasban. Július 11-én megjelent Day 1 című kislemeze, melyen egy francia DJ, Yuksek működött közre. Augusztusban Miyavi fellépett az oroszországi Kubana fesztiválon, szeptemberben pedig a Kreva által szervezett 908 Festival keretében ismét a Szaitama Arénában játszott. Októberben két koncertet adott Indonéziában. November 14-én jelent meg Samurai Sessions Vol. 1 című középlemeze, melyen több zenész is közreműködött, majd országos japán turnéra indult. A lemez 21. helyezett volt az Oriconon.
2013. február 28-án megjelent Ahead of the Light című kislemeze, melyet újabb turné követett. Június 19-én Miyavi című nagylemeze is megjelent, mely nyolcadik helyezésével pályafutása legsikeresebb albuma 2016-tal bezárólag.

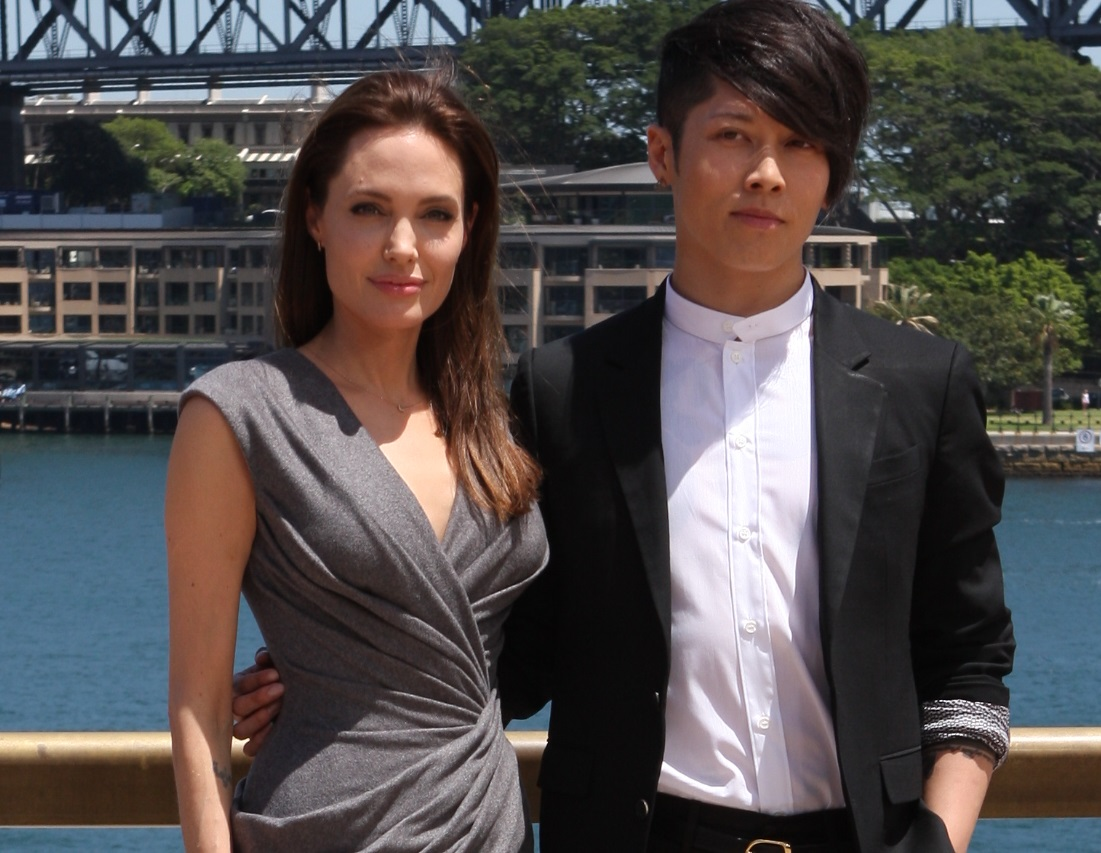
Miyavi és Angelina Jolie 2014-ben

2013-ban Miyavit jelölték az MTV Europe Music Awards legjobb japán előadó díjára, az MTV Video Music Awards Japanen pedig a legjobb közreműködésnek járó díjat vihette el a Day 1-ért. 2014-ben Horizon című klipjét jelölték az MTV Video Music Awards Japan legjobb férfi videó díjára.
2014-ben Miyavi negyedik világ körüli turnéjára indult Slap the World címmel, mely Malajziában indult február 22-én. Ezt Európa (hét ország, közöttük Magyarország) és az Egyesült Államok követte, majd pályafutása leghosszabb japán turnéjára indult. Ugyanebben az évben a SMAP együttes Top of the World című dalának zenéjét komponálta, a dal vezette az Oricon slágerlistáját. Augusztus 25-én először lépett fel a Fuji Rock Festivalon. Szeptember 9-én kijött Real? című kislemeze, melyen Jimmy Jam, Terry Lewis és Jeff Blue is közreműködött.
2014-ben az Angelina Jolie által rendezett Rendíthetetlen című filmben Vatanabe Mucuhiro japán katonatisztet alakította. Mivel a film témája érzékeny a japánok számára Miyavi először nem akarta elvállalni a szadista katona szerepét, miután azonban beszélt Jolie-val, meggondolta magát, mert úgy érezte a film mondanivalója nem a gyűlölet, hanem a megbocsátás. A film megjelenésének hónapjában Miyavi az olasz Vogue magazinban szerepelt.

### 2015–2017:The Others, Fire Bird,Samurai Sessions Vol. 2.

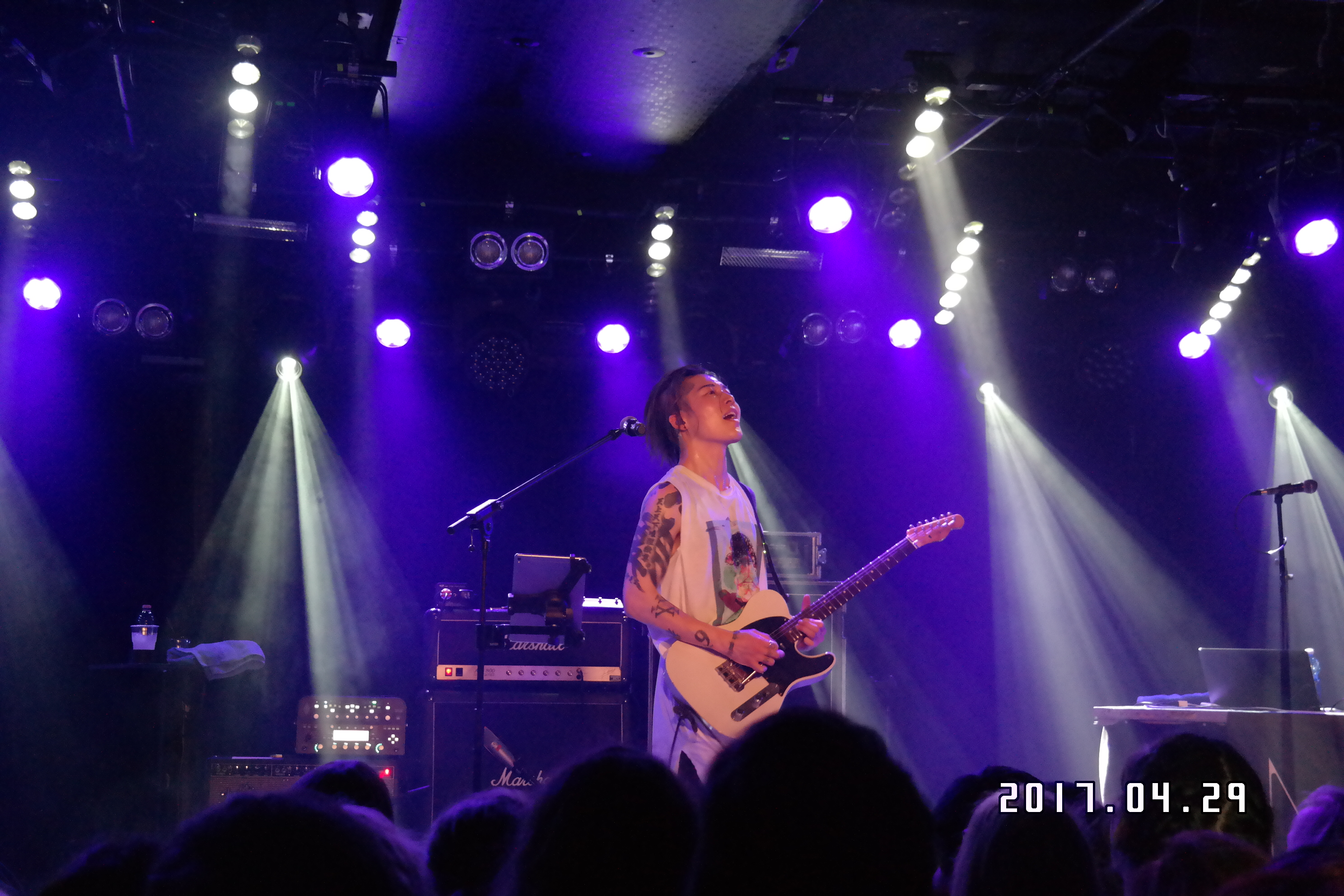
Miyavi az A38 Hajón Budapesten, 2017. április 29-én.

2015. április 15-én jelent meg The Others című lemeze, melynek producerei a Grammy-díjas Drew Ramsey és Shannon Sanders voltak. Az Alien Girl című dalt Angelina Jolie ihlette, a címadó dalnak pedig egy második verziója is megjelent, az UNHCR számára. A lemez 10. helyen végzett az Oricon heti listáján. A megjelenést kétrészes hazai turné, valamint ötödik európai turnéja követte, és ezen kívül Dél-Koreában is koncertet adott.
Miyavi 2016. április 29-én Afraid to Be Cool/Raise Me Up címmel digitális kislemezt adott ki. Következő nagylemeze, a Fire Bird augusztus 31-én került a boltokba, és 11. helyezett volt az Oriconon. Újabb turnéra indult ezt követően, Miyavi Japan Tour 2016 „New Beat, New Future” címmel, melynek keretében tíz koncertet adott. Az utolsó fellépése a Makuhari Messe konferenciaközpontban volt, melyet élőben közvetített az Abema TV. A közvetítést több mint 100 000-en nézték.
2017-ben a Kong: Koponya-sziget című filmben vállalt cameoszerepet. Februárban bejelentette, hogy újabb észak-amerikai és európai turnéra indul a Fire Bird albummal. Amerikában a Live Nation által szervezett Asia on Tour keretében 14 városban lép fel, köztük Vancouverben, San Franciscóban, Los Angelesben, New Yorkban and Torontóban. Európai állomásai Ausztriában, Magyarországon, Németországban, Olaszországban, Franciaországban és az Egyesült Királyságban lesznek. A turné Szöulban indult február 29-én és Berlinben ér véget május 10-én. Márciusban a zenész pályafutása során először lépett fel a South by Southwest fesztiválon az Egyesült Államokban. Március 29-én Live to Die Another Day címmel digitális kislemeze jelent meg; a dal a Blade of the Immortal című japán film betétdala. Május 21-től szólókarrierje 15. évfordulója alkalmából japán turnéra indult Miyavi 15th Anniversary Live „Neo Tokyo 15” címmel, miközben április 5-én megjelent évfordulós válogatáslemeze, az All Time Best: Day 2. Novemberben megjelent a Samurai Sessions Vol. 2, melyen számos előadóval közös dalok szerepelnek, olyan művészekkel, mint Hyde vagy Miura Daicsi.

### 2018–:Bleach,Worlds Collide

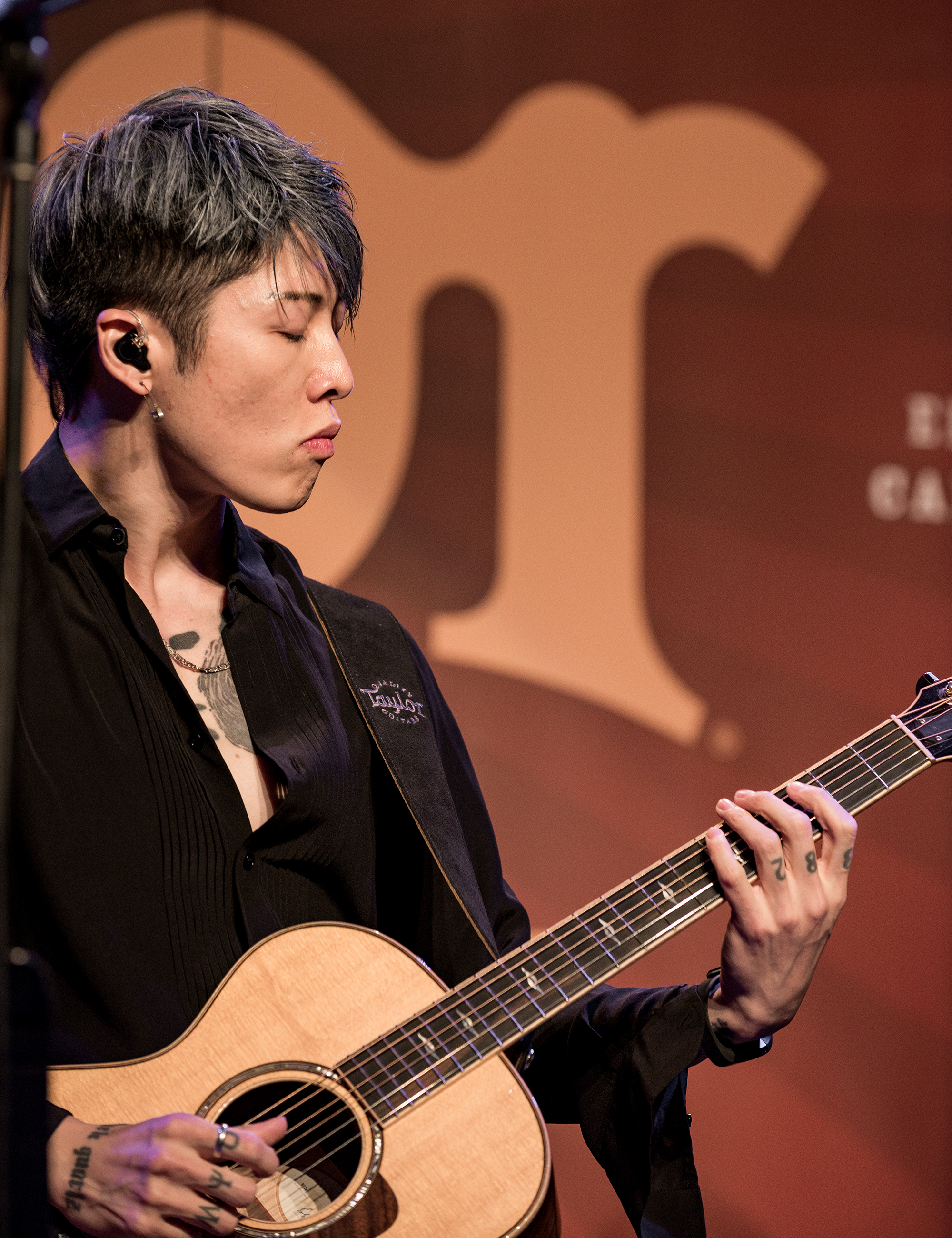
Miyavi 2018-ban

2018-ban Miyavi a Bleach című manga illetve anime élőszereplős változatában játszott, Kucsiki Bjakuja szerepében. Márciusban ’DAY 2’ World Tour 2018 címmel újabb, 17 állomásos világ körüli turnéra indult. Június 6-án válogatáslemez jelent meg Tribute Impulse címmel hide, az X Japan gitárosának emlékére, melyen Miyavi is közreműködött a Pink Spider című dal feldolgozásában. December 5-én Samurai Sessions Vol. 3: Worlds Collide címmel újabb lemeze jelent meg, melyen olyan művészek működnek közre, mint Kreva, Samuel L. Jackson vagy AK-69.
2019. július 24-én jelent meg No Sleep Till Tokyo című stúdióalbuma, melynek borítórajzát Isida Szui, a Tokyo Ghoul mangakája készítette. Ősszel újabb, tízállomásos európai turnéra indult, mely ismét érintette Budapestet is. Ugyanebben az évben szerepelt a Disney Demóna: A sötétség úrnője című filmben. Októberben bejelentette, hogy a kiotói Cuki no kacura (月の桂; Hepburn:  Tsuki no katsura) szakéfőzde Miyavi néven szakét hoz forgalomba.
2021 szeptemberében jelent meg Imaginary című nagylemeze. 2022. november 11-én bejelentették, hogy Yoshiki, Miyavi, Hyde és Sugizo részvételével The Last Rockstars néven új supergroup jön létre. 2024 áprilisában jelent meg a Lost in Love című lemeze, mely egy kétrészes album első része. 2024 novemberében bejelentette, hogy kilép a The Last Rockstarsból.

## Stílusa, technikája
Ahogy a jobb felkarjára varrott szavak is mutatják – „Tendzsó tenge juiga dokuszon” (a mennyben és a földön csak egy létezik belőlem) – [Miyavi] nagyon is szuverén ember, olyan egyéniség, aki nem szereti ha beskatulyázzák vagy felcímkézik, és ez a zenéjére is igaz.

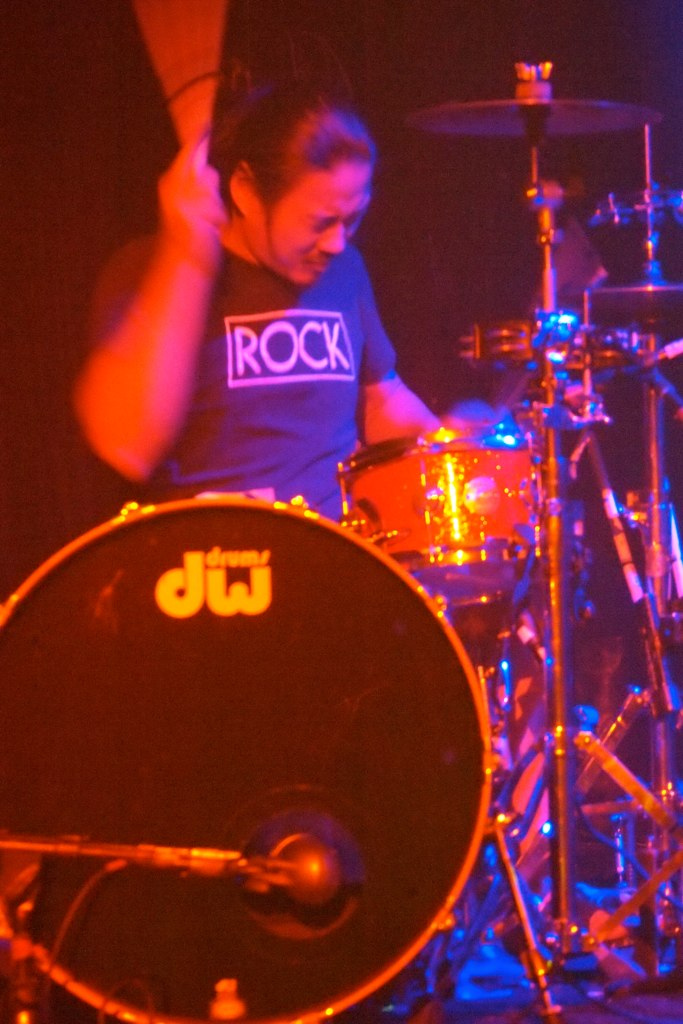
Miyavi dobosa, Bobo 2011-ben

Pályafutása kezdetén hagyományos technikával gitározott, pengetővel; szólótevékenysége kezdetén kezdett el gondolkodni azon, hogyan változtathatna a stílusán. A hagyományos japán pengetős hangszer, a samiszen és a basszusgitárosok pengetési technikája inspirálta, ezt ültette át akusztikus, illetve elektromos gitárra, így hozta létre jellegzetes „finger slap” stílusát. Legnagyobb hatással művészetére bluesgitárosok voltak, mint Robert Johnson, B. B. King vagy Stevie Ray Vaughan. Basszusgitárosok közül Marcus Miller, Larry Graham és Louis Johnson hatottak rá. Két fő gitáron játszik a koncertjein: egy Taylor 616CE-n és 2015 óta egy Fender Telecasteren. Eredetileg 13–64-es húrszettet használt, 2015 óta 11–52-es készletet, amit egy hanggal lejjebb hangol. A koncerteken sokáig csak dobosa, Bobo kísérte, 2016 őszétől egy DJ, Lenny is fellép vele.
A Dué le Quartzban és közvetlenül utána is a visual kei műfaj képviselője volt, de heavy metal és indusztriális stílusban is írt dalokat. 2006 környékén a popzene, R&B, bossa nova beépítésével kísérletezett, saját stílusában próbálta meg felfedezni a műfajban rejlő lehetőségeket és ötvözni a rockzenével. 2007-ben és 2008-ban a Kavki Boyz elnevezésű performanszegyüttesével még tovább fejlesztette a műfajok keverését, a hagyományos japán kabuki színházat ötvözte a rockzenével és a hiphoppal, és ezt az új stílusát neo-visualizm névre keresztelte, a visual kei mintegy továbbfejlesztett, kibővített változataként. A fellépéseit beatboxerrel, sztepptáncossal és BMX-esekkel egészítette ki. Hagyományos japán hangszereket, például samiszent is használt a dalaiban.
A The Others albumon egyszerűen csak poposabbá akartam tenni a dallamokat, hogy az emberek könnyebben énekelhessenek együtt velem. Rájöttem, hogy fontos, hogy a dallam egyszerűbb legyen. Igazából sokkal könnyebb komplikált dallamot írni. Egyszerűbbé tenni sokkal nehezebb.
Miután megnősült és megszülettek a gyermekei, Miyavi stílusa is változott, a Chicago Maroon értékelése szerint „nyugodtabb”, „érettebb”, „kifinomultabb” lett. Az énekes-gitáros saját menedzsmentcége megalapítása óta elsősorban angol nyelven énekel, mert nemzetközi szinten szeretne sikeres lenni.

## Magánélete

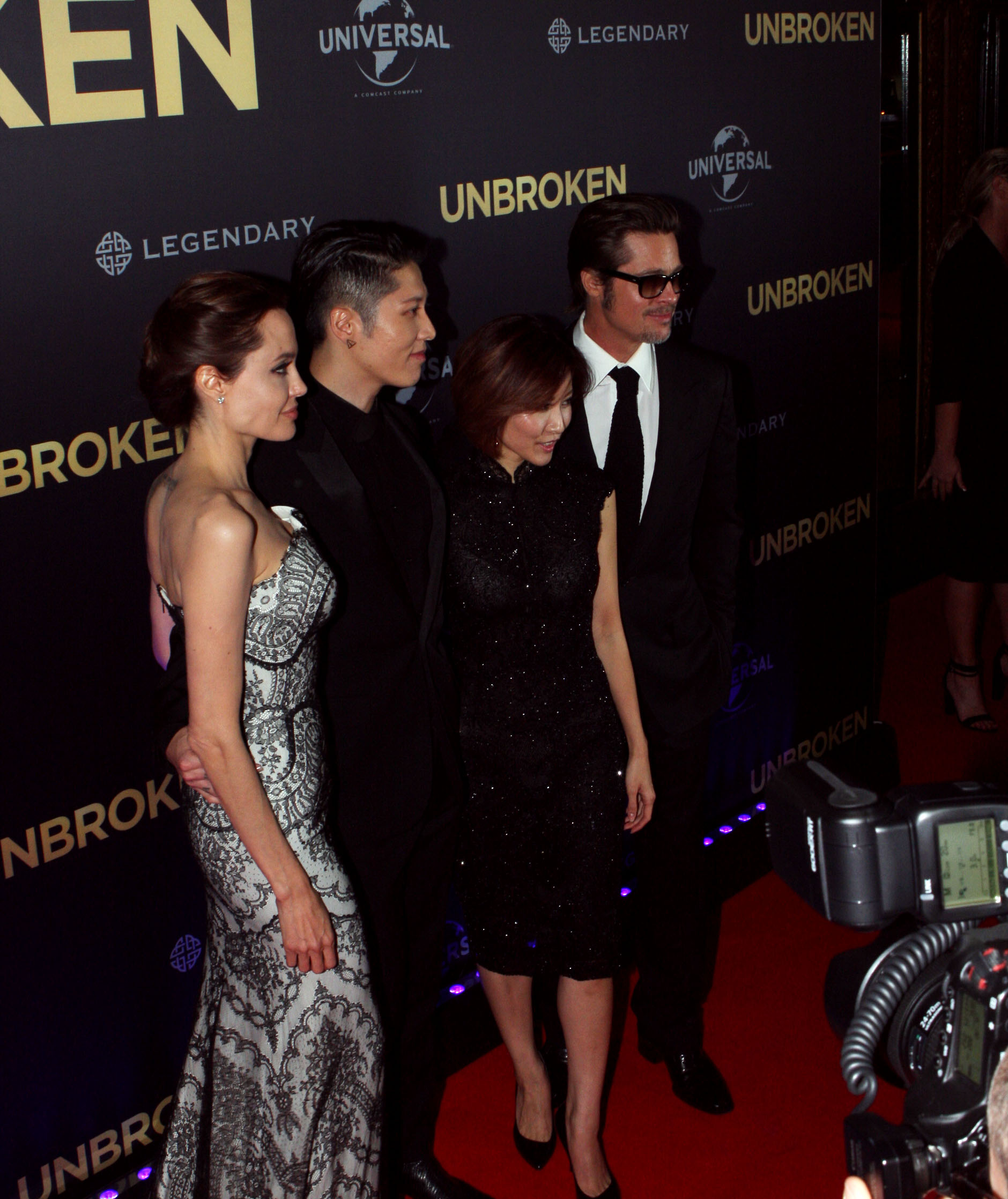
Miyavi feleségével, Melodyval Angelina Jolie és Brad Pitt társaságában a Rendíthetetlen premierjén

Miyavi 2009 márciusában feleségül vette barátnőjét, az énekesnő Melodyt. A párnak két kislánya van, Lovelie (Airi) Miyavi (2009–), Jewelie Aoi (2010–) és egy kisfia, Skyler (2021–). A család 2014 óta Los Angelesben él.
Az énekes 2013 óta önkéntese Az ENSZ Menekültügyi Főbiztosságának, rendszeresen látogat menekülttáborokat világszerte.

## Diszkográfia
Stúdióalbumok
- Gagaku (2002. október 31.)
- Garjú (2003. december 2.)
- Miyavizm (2005. június 1.)
- MYV Pops (2006. augusztus 2.)
- Mijabiuta: Dokuszó (2006. szeptember 13.)
- This Iz the Japanese Kabuki Rock (2008. március 19.)
- What’s My Name? (2010. október 13.)
- MIYAVI (2013. június 21.)
- The Others (2015. április 15.)
- Fire Bird (2016. augusztus 31.)
- Samurai Sessions Vol. 2' (2017. november 8.)
- Samurai Sessions Vol. 3: Worlds Collide (2018. december 5.)
- No Sleep Till Tokyo (2019. július 24.)
- Holy Nights (2020. április 22.)
- Imaginary (2021. szeptember 15.)
- Lost in Love (2024. április 3.)

## Filmográfia
| Év   | Cím                                    | Eredeti cím                  | Szerep                |
| ---- | -------------------------------------- | ---------------------------- | --------------------- |
| 2002 | Rjóma no cuma to szono otto to aidzsin | 竜馬の妻とその夫と愛人       | cameo                 |
| 2004 | Oreszama                               | おれさま                     | önmaga                |
| 2014 | Rendíthetetlen                         | Unbroken                     | Vatanabe Mucuhiro     |
| 2017 | Kong: Koponya-sziget                   | Kong: Skull Island           | Gunpei Ikari          |
| 2017 | Stray                                  |                              | Jin                   |
| 2018 | Bleach                                 | Bleach                       | Bjakuja               |
| 2019 | Demóna: A sötétség úrnője              | Maleficent: Mistress of Evil | Udo                   |
| 2021 | Kate                                   |                              | Dzsodzsima            |
| 2021 | Bright: Samurai Soul                   |                              | Kókecu (szinkronhang) |
| 2022 | Hell Dogs                              | ヘルドッグス                 | Toake Jositaka        |
| 2023 | Família                                |                              | Enomoto Kaito         |

## Díjai és jelölései
| Év   | Díj                          | Kategória            | Jelölés           | Eredmény |
| ---- | ---------------------------- | -------------------- | ----------------- | -------- |
| 2013 | MTV Europe Music Awards      | Legjobb japán előadó |                   | Jelölve  |
| 2013 | MTV Video Music Awards Japan | Legjobb közreműködés | Day 1 (Yuksekkel) | Elnyerte |
| 2014 | MTV Video Music Awards Japan | Legjobb férfi videó  | Horizon           | Jelölve  |

## Fordítás
- Ez a szócikk részben vagy egészben  a   Miyavi című angol Wikipédia-szócikk fordításán alapul.  Az eredeti cikk szerkesztőit annak laptörténete sorolja fel. Ez a jelzés csupán a megfogalmazás eredetét és a szerzői jogokat jelzi, nem szolgál a cikkben szereplő információk forrásmegjelöléseként.